# Bernard Pagel
Bernard Ephraim Julius Pagel FRS (4 de janeiro de 1930 — 14 de julho de 2007) foi um astrofísico britânico.
Filho de Walter Pagel. Foi eleito membro da Royal Society em 1992.